# Jerzy Milian
Jerzy Stanisław Milian (* 10. April 1935 in Poznań; † 7. März 2018 in Katowice) war ein polnischer Vibraphonist, Komponist des Modern Jazz und Maler.

## Leben und Wirken
Milian leitete, nachdem er die Musikoberschule in seiner Geburtsstadt besuchte, von 1953 bis 1955 ein Quintett, zu dem  Stanisław Chwiłkowski, Ryszard Czaplicki, Jerzy Piątek und Stanisław Lisek gehörten. Zwischen 1956 und 1958 gehörte er zum Quartett von Krzysztof Komeda, um dann bis 1960 im Quintett von Jan Ptaszyn Wróblewski zu spielen. Mit beiden Ensembles nahm er auf. Dann war er als Leiter des Radio- und Fernsehorchesters in Katowice tätig. Daneben leitete er ein Trio, zu dem Jacek Bednarek und Grzegorz Gierłowski gehörten. Seine Komposition Memory of Bach, die stilistisch an das Modern Jazz Quartet erinnerte, war in Polen sehr populär.
1973 leitete Milian das  International Song Festival in Sopot. Ferner schrieb er Ballet- und Filmmusiken und war wiederholt im Ausland als Gastsolist aktiv (mittlerweile auch auf CD dokumentiert); 1971 und 1972 spielte er bei Jazz in der Kammer. Mit dem Tanzorchester des Berliner Rundfunks trat er auch auf dem Warschauer Festival Jazz Jamboree auf. Milian war zwischen 1956 und 2003 an 44 Aufnahmen beteiligt.

## Diskographische Hinweise
- Ashkhabad Girl (OBUH Records V23, 1967–1972; ed. 2003)
- Blues for Praha (GAD Records CD 007, mit dem Orchester Gustav Brom sowie Ted Curson und Bill Moody, 1965, ed. 2013)
- Muzyka taneczna/For Dancing (Polskie Nagrania – Pronit XL, SXL 0791, 1969)
- Jerzy Milian Trio Baazaar,  (Polskie Nagrania Muza/GAD Records, 1969)[9]
- When Where Why (GAD Records CD 005, mit dem Rundfunk-Tanzorchester Berlin unter Leitung von Günter Gollasch, 1972–1979, ed. 2012)
- Muzyka baletowa i filmowa (Polskie Nagrania Muza SXL 0950, 1973)
- Jerzy Milian Orkiestra Rozrywkowa PRiTV w Katowicach (Polskie Nagrania Muza SX 1278, 1975)
- Orkiestra Rozrywkowa PRiTV w Katowicach Dyrygent: Jerzy Milian (Polskie Nagrania – Pronit SX 1543, 1978)
- Stratus Nimbus (GAD Records CD 009, mit dem BRT Jazzorkest unter Etienne Verschueren, 1982–1987, ed. 2013)
- Milianalia (OBUH Records V27, Polskie Nagrania Muza, 2003, ed. 2005)